# 徐漢光
徐漢光（1950/1951—），香港社會運動人士，民主党中委、前支聯會常委、教协成员。於2013年5月批評天安門母親成員丁子霖對香港資訊了解不足和「患上斯德哥爾摩症候群」，曾一度辭去支聯會常委一職，但數月後再重任支聯會常委。
2016年，林子健在接受傳媒訪問時，指出在民主黨的「真兄弟事件」中，徐漢光是負責執筆的「真兄弟」。